# ホイゼンシュタム
ホイゼンシュタム (ドイツ語: Heusenstamm, ドイツ語発音: [ˈhɔ‿yzn̩ʃtam]) は、ドイツ連邦共和国ヘッセン州オッフェンバッハ郡の市である。この街はビーバー川に面している。

## 地理

### 位置
ホイゼンシュタムは、オッフェンバッハ郡を形成する13市町村のうちの一つである。本市はフランクフルト・アム・マインおよびオッフェンバッハ・アム・マインの南、ライン＝マイン地域の海抜 121 m に位置する。市域の最低地点は、ビーバー川の川床、最高地点はホーアー・ベルクの海抜 159 m である。南西には行政管区本部所在地のダルムシュタットがある。ホイゼンシュタムはヘッセン州南部のオーデンヴァルトやシュペッサルト山地の近くにあたる。

### 隣接する市町村
ホイゼンシュタムは、北はオッフェンバッハ・アム・マイン、北東はオーベルツハウゼン、南東はロートガウ、南はディーツェンバッハ、南西はドライアイヒと境を接している。

### 市の構成
ホイゼンシュタムは、人口 16,266人のホイゼンシュタム市区と、人口 2,116人のレムブリュッケン市区からなる。（人口は、2006年12月31日現在）

## 歴史
ホイゼンシュタムは、1211年のエップシュタイン家のレーエン台帳に初めて記録されている。この文書にはゴットフリート・フォン・エップシュタインが、Huselstam の城と村を帝国からレーエンとして授けられ、これをエーバーハルト・ヴァーロ・フォン・ハーゲン＝ホイゼンシュタムに再びレーエンとして封じたことが記録されている。この集落は、後に Husinstam、さらに 15世紀からは Heussenstain とも表記されている。12世紀中頃にエーバーハルト・ヴァーロ・フォン・ハーゲン＝ホイゼンシュタムがここに水城を築いた。中世から1819年までホイゼンシュタムとレムブリュッケンはビーバーマルクに属した。中世には、現在のホイゼンシュタム市内に廃村となったレンニギスハウゼンがあった。
エップシュタイン家が断絶した後、ケーニヒシュタイン伯がレーエン領主としてこの地を領し、その後1581年からはマインツ選帝侯領となった。1545年にゼバスティアン・フォン・ホイゼンシュタムがマインツ選帝侯（大司教）に選ばれた。1560年にエーバーハルト・フォン・ホイゼンシュタムはプロテスタントの信仰を採用したが、1607年にカトリック信仰に戻した。
この地にあったホイゼンシュタム家の家系が断絶した後、1616年に城とホイゼンシュタムの領主権はオーストリアの傍流家系のものとなり、フランクフルトの都市貴族シュテファン・フォン・クロンシュテッテンに質入れされた。三十年戦争の間に村と城はほぼ完全に破壊された。1661年に、オーベルツハウゼンとハウゼンを含むホイゼンシュタムの領主権はマインツ選帝侯領シュタインハイムの上級地方行政官フィリップ・エルヴァイン・フォン・シェーンボルンに売却された。
1764年、皇帝フランツ1世は息子のフランクフルトでの戴冠式のためにホイゼンシュタム城に滞在した。ゲーテはこのできごとを「真実と詩」の中で記述している。これを記念して装飾豊かなトーアバウ（楼門）が建設され、現存している。1806年、オーベルツハウゼンとハウゼンを含むシェーンボルン領アムト・ホイゼンシュタムは、イーゼンブルク＝ビルシュタイン侯領となった。その後アムト・ホイゼンシュタムは、最終的には1816年にヘッセン＝ダルムシュタット方伯領となった。1819年のビーバーマルク分裂では、ホイゼンシュタムは森林部分を得た。オッフェンバッハからホイゼンシュタムを経由してディーツェンバッハに至るロートガウ鉄道の支線（本線はオッフェンバッハ - ディーブルク）が1896年に開通した。
1959年5月26日にホイゼンシュタムは都市権を獲得し、これによりオッフェンバッハによる合併の動きから免れた。その一方で、1952年に「ヘッセンのモデル村落」に選ばれていたレムブリュッケを地方再編の一環として合併し、自らが拡大した。市は1978年に、パタースハウゼン修道院所有の農場、クロスターヴァルト（修道院の森）、およびパタースハウゼンの森を修道院から、ホイゼンシュタムの森をシェーボルン伯ルドルフから購入した。1979年には、やはりシェーンボルン伯から城館を買い取り、市庁舎に改装した。

### 人口推移
16世紀末のホイゼンシュタムの人口は約 250人であった。人口のほとんどが、三十年戦争とペストの犠牲になった。これ以後人口は徐々に増加し続けたが、21世紀に入って、やや減少した。
19世紀以後の人口推移を以下に示す。

## 宗教
ホイゼンシュタム市民の多くは、ローマ＝カトリック信者である。2つの大きな教会組織、聖ツェツィーリア教会とマリア・ヒンメルスクロン教会、それにレムブリュッケンのマリエ・オプフェルング教会はマインツ司教区に属す。プロテスタント教会は、ダルムシュタットに本部を置くヘッセンおよびナッサウ福音派教会の一部である。この他に、1975年から自由福音派教会 (FeG) はドイツ自由福音派教会連合に属している。

## 行政

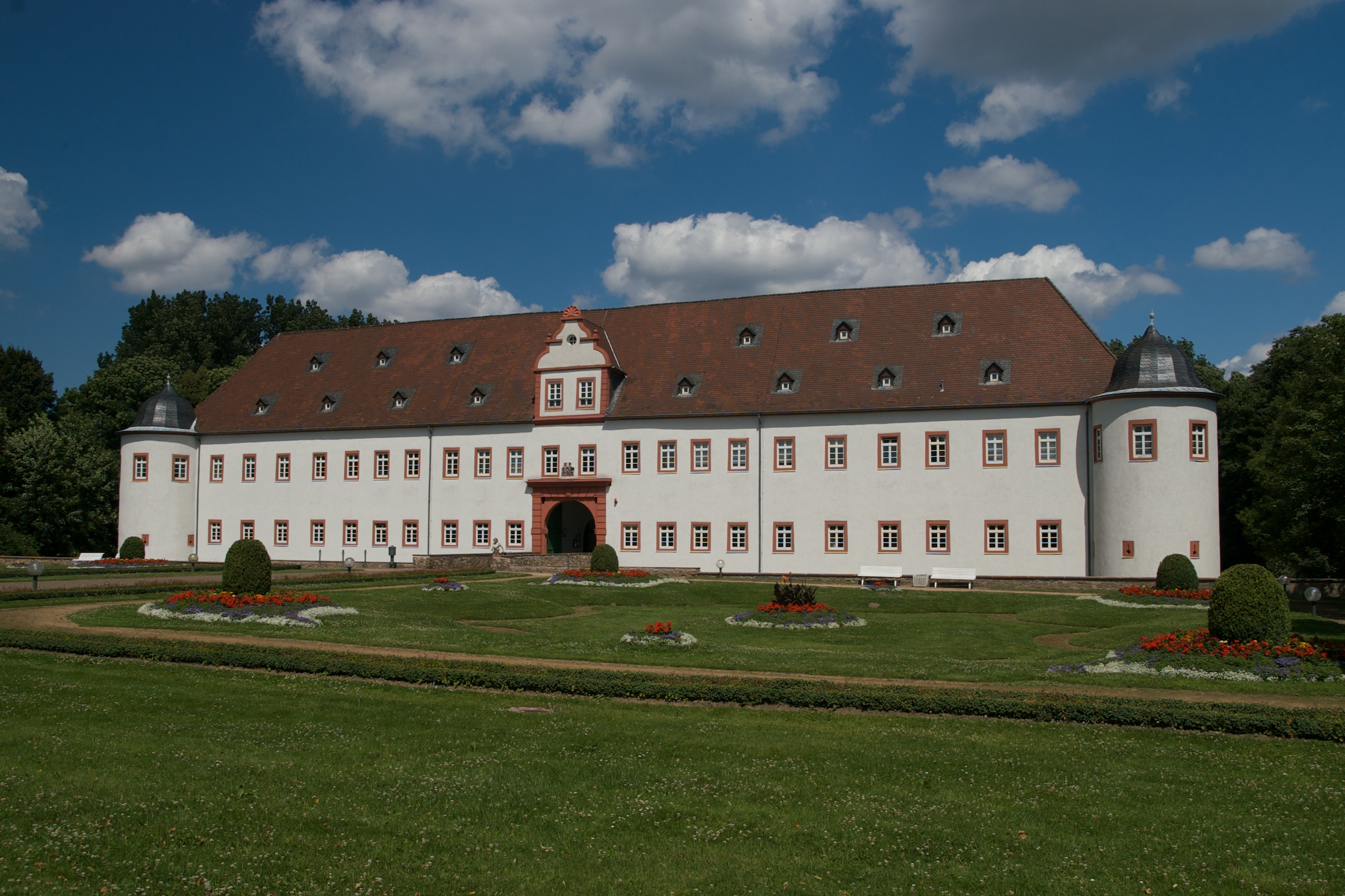
現在は市庁舎となっているホイゼンシュタム城

### 議会
ホイゼンシュタムの市議会は、37議席からなる。

### 首長
2016年1月1日から町長を務めているハリル・エツタシュ (SPD) は、2015年10月11日の市長選挙決選投票で 55.0 % の票を獲得して新たな市長に選出された。当時原初の市長だったペーター・ヤーコビーは立候補しなかった。この選挙の投票率は 47.0 % であった。2021年7月4日に行われた市長選挙では、シュテッフェン・バルが第1回投票で過半数の票を獲得し、次期市長に選出された。彼は2022年1月1日に市長に就任する予定である。
第二次世界大戦後の首長を列記する。
- 1945年 - 1946年　マルティーン・ヘーベラー（アメリカ占領政府の指名による首長）
- 1946年 - 1948年　カール=L. フォイアーバッハ（これ以後は民主的な選挙による首長である）
- 1948年 - 1956年　フランツ＝ヨーゼフ・アマーシュレーガー (CDU)
- 1956年 - 1977年　ハンス・ヘムベルガー（無所属）
- 1977年 - 1987年　アドルフ・ケスラー (CDU)
- 1987年 - 2003年　ヨーゼフ・エックシュタイン (CDU)
- 2003年 - 2015年　ペーター・ヤーコビー (CDU)
- 2016年 - 2021年　ハリル・エツタシュ (SPD)
- 2022年 -　シュテッフェン・バル (CDU)

### 姉妹都市
- サン＝サヴァン（フランス、ヴィエンヌ県）1969年
- トンブリッジ（イギリス、ケント）1984年
- マッレ（ベルギー、アントウェルペン州）1991年
- ラディスポリ（イタリア、ラツィオ州）2001年

### 紋章
頂部から3つの赤い鋸歯型文様。これはホイゼンシュタム家の紋章に由来する。その下に、6枚の葉と3つの実を付けたオークの木。これはドライアイヒに所属することを象徴している。

## 文化と見所

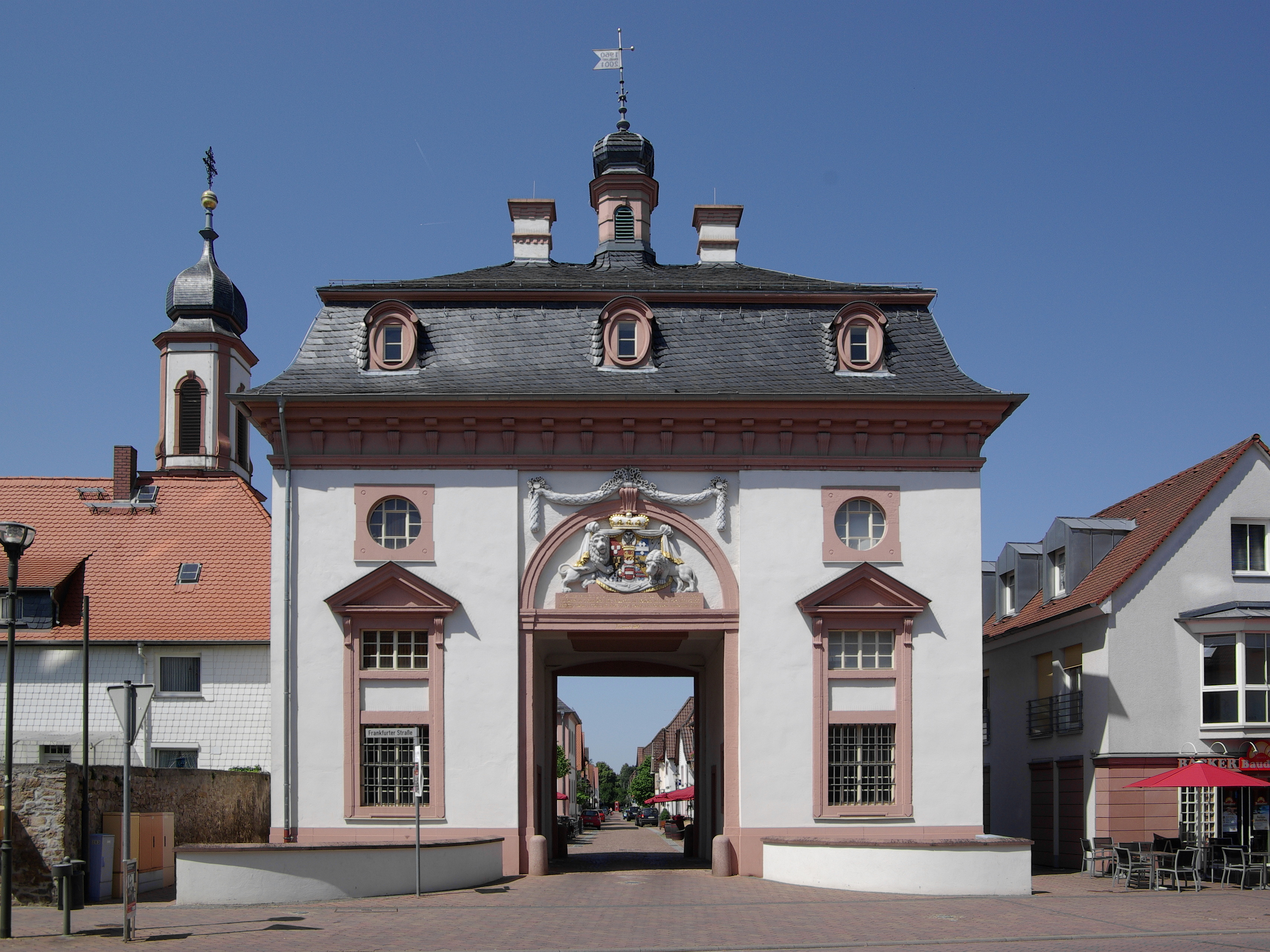
トーアバウ（楼門）

### 博物館
郷土博物館は、この街の歴史と発展に重点を置いている。この博物館は2008年までは楼門とその附属建造物であるヴィンターハウス（冬の館）にあったが、2009年に移転し、ハウス・デア・シュタットゲシヒテ（市の歴史の館）に入っている。この博物館は、バロック教会のある旧市街や城館周辺を通るガイドツアーの一部になっている。

### 見所
- ホイゼンシュタム城（シェーボルン城とも呼ばれる）
- 城の水車
- ヒンテレス・シュレスヒェン（奥の小城館）とバン塔
- トーアバウ（楼門）
- パタースホイザー・ヴェク、パタースハウゼン農場
- 聖十字架礼拝堂
- パタースホイザー・ヴェクの石の十字架
- 旧市庁舎
- 旧市街
- 自然文化財「絞首台の砂丘」（最後の処刑は1764年に執行された）
- 古いユダヤの森墓地

### 自然保護区
ホイゼンシュタムは「緑の街」とも称される。これは、一つには市内に平均以上の森があるためであるが、もう一つの理由は「ゼー・アム・ゴルトベルク」および「ナハトヴァイデ・フォン・パタースハウゼン」という2つの大きな自然保護区があることによる。両保護区には珍しい動植物が棲息しているため、市民、学校遠足、好事家達に人気のハイキング地となっている。盛り上がった展望台からは、珍しい鳥類が観察できる。

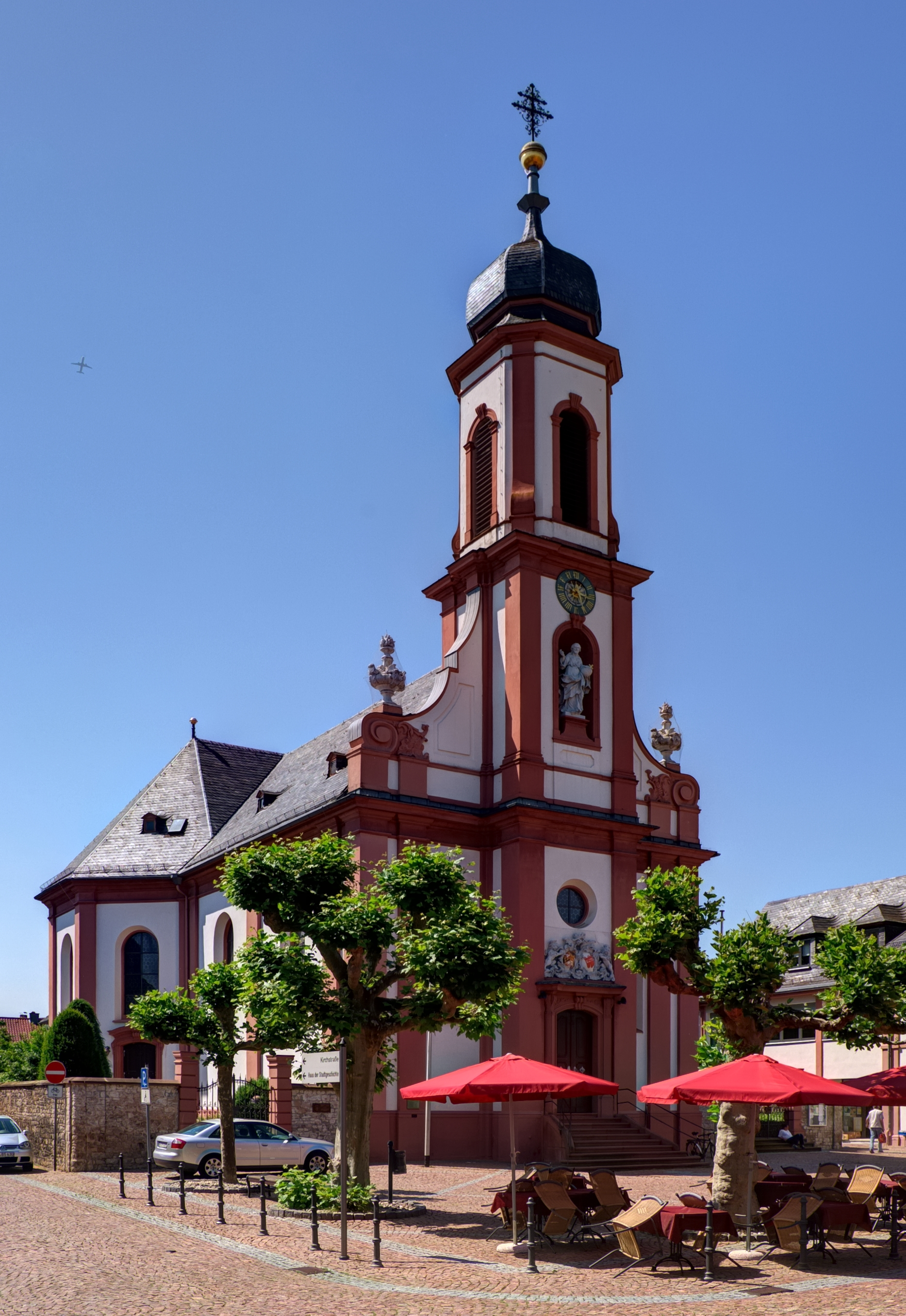
聖ツェツィーリア教会

### 教会
ホイゼンシュタムの4つの教会も見所に数えられる。カトリックの教区教会聖ツェツィーリア教会は、シェーンボルン伯夫人マリア・テレージアの依頼によりヨハン・バルタザール・ノイマンが1739年に建設した教会で、1741年にクリストフ・トーマス・シェフラーがフレスコの天井画を描き、彫刻家ヨハン・ヴォルフガナグ・フォン・デア・アウヴェーラが主祭壇を製作した。マインツ選帝侯の宮廷家具職人フランツ・アントン・ヘルマンは、1748年から1751年に説教壇、聖歌隊席、聖体拝領台および聖具室と聖櫃の扉を完成させた。同じくカトリックの教区教会「マリア・ヒンメルスクロン」教会は1956年に建造された。建築上特色があるのがプロテスタントのグスタフ＝アドルフ教会である。この教会は、擬宝珠型屋根の塔と急勾配の屋根を持つ教会で、スウェーデンとアメリカの援助を受け、1923年に完成した。1914年から1923年にかけてドイツを襲った激烈なインフレーションにより、その建造総額は 73兆42億2136万7662マルク17プフェニヒに達した。
レムブリュッケン市区には 1925年に建設されたカトリック教会「マリエ・オプフェルング」教会がある。
- 奥の小城館とバン塔
- 旧市庁舎
- 旧市街シュロス通り
- ゼー・アム・ゴルトベルク自然保護区
- 聖ツェツィーリア教会内部
- グスタフ＝アドルフ教会

### スポーツ
水浴場沿いにある全国的に有名な文化スポーツセンター・マルティンゼーの他に、ホイゼンシュタムには TSVの小さなスポーツ施設が駅の向かい側にあり、全天候型プール「イム・フォルスト」と一体になったスポーツホールがある。
主なスポーツクラブには以下のものがある:
- TSV 1873ホイゼンシュタム（会員数約 2600人、器械体操、陸上競技、柔術、サッカーなど）
- RK ホイゼンシュタム（ラグビー、ドイツ・ブンデスリーガ1部、2006年第7位、多くのドイツ代表選手を輩出している）
- TZ ホイゼンシュタム（ダンス競技、会員数約 300人）
- TTC ホイゼンシュタム（卓球、かつてはブンデスリーガー、準優勝者を輩出した）
- TVレムブリュッケン（サッカー、卓球、乗馬など）

### 年中行事
1987年以降毎年ヒンテレス・シュレスヒェンやバン塔周辺で開催されホイゼンシュタム市民のみならず多くの見物客を惹きつけている「文化の夏」の他、楼門からシュロス通りを通ってバン塔まで広がるニコラウスマーケットや1996年から開催されているワイン祭がある。秋には、合唱団コンコルディアによって開催されているケルター祭はホイゼンシュタムの年中行事として定着している。2006年からは、バーンホーフフェスト（駅祭）も毎年恒例の祭になっている。

## 経済と社会資本

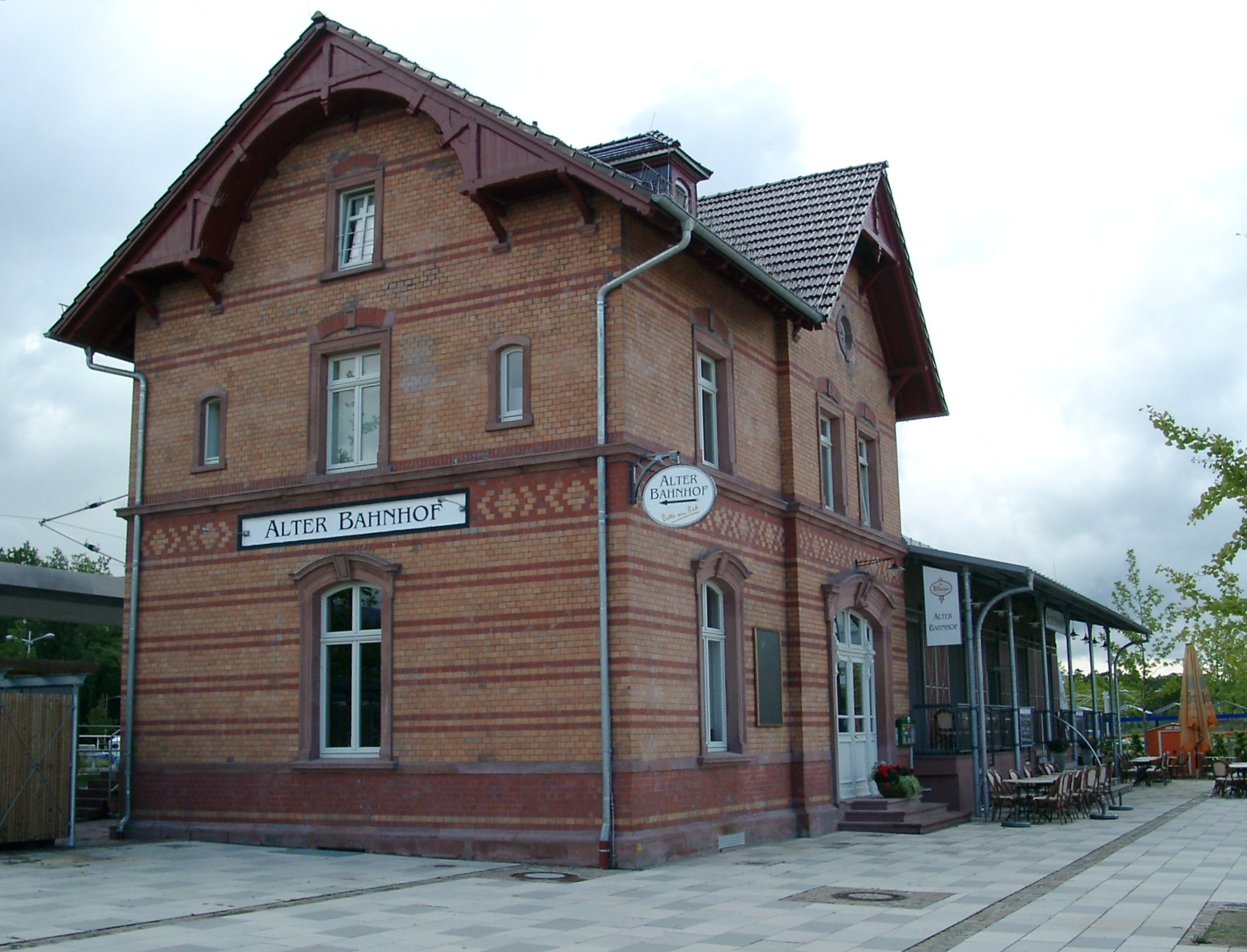
ホイゼンシュタムの駅舎

### 交通
ホイゼンシュタムは、連邦アウトバーン A3号線沿いに位置しており、オーベルツハウゼン・インターチェンジ経由でアクセスできる。これにより、フランクフルト・ジャンクション経由でフランクフルト空港に短時間で行くことができる。連邦アウトバーン A661号線のノイ＝イーゼンブルク・インターチェンジも遠くない。
鉄道オッフェンバッハ＝ビーバー - ディーツェンバッハ線沿いに位置するこの街は、S2号線（ニーデルンハウゼン - ディーツェンバッハ）によってライン＝マインSバーン網に接続した。駅周辺の工事（バスステーション、旧駅舎のレストラン、駅前広場）は、2006年に完成した。
ホイゼンシュタムは、経済都市フランクフルト・アム・マイン近郊のライン＝マイン地域に位置していることから、交通の便が良いという恩恵を受けている。
市内および近隣の町は様々なバス路線で結ばれている。たとえばレムブリュッケンには OF-30 系統が運行している。夜間や土曜午後以降の週末には、オンデマンドバスが市内交通を担っている。2009年12月13日以降、オッフェンバッハ、ホイゼンシュタム、ディーツェンバッハ、レーダーマルクのオーバー＝ローデン間をフランクフルトの夜行バス n66系統が運行している。
ドイツ鉄道は 2009年3月20日に、識別コード Tz 171 のインターシティ・エクスプレスに「ホイゼンシュタム」の名称を付けた。これは、それ以前にこの街がこの列車に対して援助協力関係を結んでいたことに由来する。また、2011年の800年祭以降、Sバーンにも「ホイゼンシュタム」の名前を持つ列車がある。

### 地元企業
ホイゼンシュタムにある工場や企業の多くは、ホイゼンシュタム商工会 e.V. やフランクフルターシュトラーセ産業組合に組織されている。商店は、市中心部のフランクフルター通り、ショッピングセンター「アルテ・リンデ」、工業地域内ヴェルナー＝フォン＝ジーメンス通りの Aldi や toom に集約されている。
ホイゼンシュタム最大の雇用主は、100人以上の従業員を擁するコンツェルンのドイツテレコムAGである。子会社の T-システムス・ビジネス・サービス GmbH と固定電話網部門はホイゼンシュタムに広い敷地を有している。数多くの中小企業の他に、レーフィ・シュトラウス & Co.、ケンウッド・エレクトロニクス、コニカ・ミノルタ・ビジネス・ソリューションズの国際的企業 3社がこの街にドイツ代理店を置いている。BKK モービル・オイルは、2008年の旧アイントラハ健康保険ホイゼンシュタムとの合併後、この街に本社を置いている。コルプス・ジレオ・アセット・マネジメント GmbH もホイゼンシュタムにある。この他に、中規模企業の Herth+Buss 乗物部品 GmbH & Co. KG もホイゼンシュタムに本社がある。

### メディア
オッフェンバッハ・アム・マインに本社を置くオッフェンバッハ＝ポストは、定期的にホイゼンシュタム地方のニュースを掲載している。同じ出版社からシュタット＝ポスト・ホイゼンシュタムも発行されている。さらにホイゼンシュタムとその周辺地域では、99.8 MHz でドイチュラントラジオ・クルツゥールが受信できる

### 教育

#### 幼稚園
ホイゼンシュタムには教会が運営する幼稚園が 4園（カトリック 3、プロテスタント 1）と、その他の幼稚園が 3園ある。これに加えて、2つの幼児ケアグループがある。

#### 学校
ホイゼンシュタムは、オッフェンバッハ郡の重要な学校都市である。2012年現在、アーダルベルト＝シュティフター＝シューレ（1957年創立）、オットー＝ハーン＝シューレ（1962年創立）、マティアス＝クラディウス＝シューレの 3校の基礎課程学校がある。上級の学校としては、アドルフ＝ライヒヴァイン＝シューレ（ARS、本課程・実科学校）およびアドルフ＝ライヒヴァイン＝ギムナジウム (ARG) がある。身体障害を伴う知的障害者クラスを有する知的障害者のための郡立養護学校 シューレ・アム・ゴルトベルクが2004年に開校した。社会人教育にはホイゼンシュタム市民大学がある。

## 引用
1. ↑  Hessisches Statistisches Landesamt: Bevölkerung in Hessen am 31.12.2023 (Landkreise, kreisfreie Städte und Gemeinden, Einwohnerzahlen auf Grundlage des Zensus 2011)]
2. ↑  Max Mangold, ed (2005). Duden, Aussprachewörterbuch (6 ed.). Dudenverl. p. 401. ISBN 978-3-411-04066-7
3. ↑  Stadt-Heusenstamm: Rembrücken: mehr als ein Stadtteil（2013年1月16日 閲覧）
4. ↑  “Historisches Ortslexikon - Heusenstamm”. 2021年8月11日閲覧。
5. ↑  “Kommunalwahlen 1972; Maßgebliche Einwohnerzahlen der Gemeinden vom 4. August 1972” (PDF), Staatsanzeiger für das Land Hessen (Der Hessische Minister des Inneren) (33):  p. 1424, (1972)
6. ↑  “Kommunalwahlen 1977; Maßgebliche Einwohnerzahlen der Gemeinden vom 15. Dezember 1976” (PDF), Staatsanzeiger für das Land Hessen (Der Hessische Minister des Inneren) (52):  p. 2283, (1976)
7. ↑  “Kommunalwahlen 1985; Maßgebliche Einwohnerzahlen der Gemeinden vom 30. Oktober 1984” (PDF), Staatsanzeiger für das Land Hessen (Der Hessische Minister des Inneren) (46):  p. 2175, (1984)
8. ↑  “Kommunalwahlen 1993; Maßgebliche Einwohnerzahlen der Gemeinden vom 21. Oktober 1992” (PDF), Staatsanzeiger für das Land Hessen (Der Hessische Minister des Inneren) (44):  p. 2766, (1992)
9. ↑  “Eckwerte der regionalen Bevölkerungsentwicklung im Überblick” (PDF), Gemeindedatenblatt: Ginsheim-Gustavsburg (HA Hessen Agentur GmbH) 2021年8月10日閲覧。
10. ↑  “Bevölkerung der hessischen Gemeinden (30.06.2010)”. 2010年11月23日時点のオリジナルよりアーカイブ。2021年8月10日閲覧。
11. ↑  “Ergebnisse des Zensus 2011”. 2021年8月10日閲覧。
12. ↑  “Bevölkerung der hessischen Gemeinden (30.06.2015)”. 2016年1月29日時点のオリジナルよりアーカイブ。2021年8月10日閲覧。
13. ↑  2011年3月27日の市議会議員選挙結果、ヘッセン州統計局（2013年1月16日 閲覧）
14. ↑  “Bürgermeisterwahl in Heusenstamm, Stadt (Stichwahl) am 11.10.2015”. 2021年8月11日閲覧。
15. ↑  “Bürgermeisterwahl am 4. Juli 2021 in Heusenstamm (Offenbach)”. 2021年8月11日閲覧。
16. ↑  ICE "Heusenstamm" getauft op-online de 2009年3月20日付け（2013年1月18日 閲覧）
17. ↑  800 Jahre: RMV tauft S-Bahn-Zug "Heusenstamm" am 20. August（2013年1月18日 閲覧）
18. ↑  Deutschlandradio Kultur in Heusenstamm und Offenbach auf UKW 99,8 MHz zu empfangen dradio.de 2011年10月20日付け（2013年1月18日 閲覧）